# ボルティモアの戦い
ボルティモアの戦い（ボルティモアの戦いのたたかい、英語: Battle of Baltimore）は、米英戦争中の1814年9月12日から15日にかけて、アメリカ合衆国メリーランド州ボルティモアでイギリス軍陸海協働軍とアメリカ軍との間に戦われた戦闘である。アメリカ軍はイギリス軍の猛攻を凌ぎ切り撤退させたことで、米英戦争を終結に向かわせる転機となった。
この戦いは、特にイギリス海軍の艦砲射撃を25時間耐え抜いたマクヘンリー砦の守備隊と、その中で砦に翻る星条旗を見て心を動かされたフランシス・スコット・キーの詩「星の煌く旗」（The Star-Spangled Banner）で有名になった。

## 背景
米英戦争は開戦から2年間を経過し、カナダの戦線では一進一退を繰り返すのみで、米英両国とも目立った戦果を上げられないまま手詰まり状態となっていた。両国はそろそろ停戦を考えていたところだったが、その交渉も捗捗しく進まない中で、交渉に有利な状況を作っておきたいとも考えていた。イギリス軍はヨーロッパから送り込まれた歴戦の軍隊がカナダに到着し、それまでどちらかと言えば受身の姿勢であったものが、一転して攻勢に出ることになった。
1814年8月24日、イギリス軍はブラーデンスバーグの戦いで混乱したアメリカ軍守備隊を撃ち破り、アメリカの首都ワシントンD.C.に進軍した。大統領官邸を初め、ワシントンの主だった公共建築物を焼き討ちし、ジェームズ・マディソン大統領をブルックビルまで逃亡させた後、イギリス軍の鉾先は北のボルティモアに向けられ、意気消沈しているアメリカ軍に最後の一撃を食らわそうと考えた。ボルティモアは繁栄している港町であり、イギリス船を苦しめているアメリカの私掠船の多くが母港にしていると考えられていた。イギリス軍はロバート・ロス少将の陸軍がノースポイントを攻撃し、アレクサンダー・コクレイン副提督のイギリス海軍がボルティモア港を守る要衝にあるマクヘンリー砦を包囲するという、陸海協働作戦を立てた。
このワシントン－ボルティモア攻撃と同じ時期にニューヨーク州北部からは、カナダ総督のジョージ・プレボスト中将が南下を始めており、南北からの挟み撃ちでアメリカの中心地を分断してしまおうというのが、イギリス軍の戦略であった。

## 戦闘

### ノースポイント
9月12日、5,000名のイギリス軍は、ボルティモア市の南東、チェサピーク湾に突き出た半島の先端ノースポイントに計画通り上陸した。ここから市内へ進軍を始めると、ベア・クリーク近くでジョン・ストリッカー准将が指揮する3,200名のアメリカ軍守備隊の激しい抵抗を受けた。この戦闘でイギリス軍の指揮官ロスがアメリカ狙撃兵の弾に当たって戦死した。イギリス軍はアーサー・ブルック大佐が指揮を引き継ぎ、アメリカ軍を押し返して、ボルティモア市内に2マイル (3 km)のところまで進軍した。ボルティモア市を守るアメリカ軍の指揮官はサミュエル・スミス少将であり、メリーランド州民兵の士官であると同時にアメリカ合衆国上院議員でもあった。ボルティモア市は要塞化されており、物資が豊富にあり、民兵は15,000名もいた。アメリカ軍は経験の無い民兵ばかりだったが、イギリス軍の攻撃を耐え凌いだ。ブルックは、この攻撃の成功の鍵がイギリス艦隊の支援と増援にあることを知っていた。ブルックは損失を増やしたくなかったので、進軍を一時停止し、海軍の成果を待つことにした。

### マクヘンリー砦
マクヘンリー砦にはおよそ1,000名の兵士をジョージ・アーミステッド少佐が指揮してイギリス海軍を待っていた。隣接するボルティモア港入り口には1列に商船を沈め、イギリス艦船の往来を邪魔するようにして守りの補強としていた。イギリス海軍の艦砲射撃は9月13日の朝に始まった。イギリス艦隊は19隻であり、コングリーヴ・ロケット弾を発射できるHMSエレバス、迫撃砲を擁するHMSテラー、HMSボルケイノ、HMSメテオ、HMSデバステイションおよびHMSエトナが含まれていた。砦からも大砲で反撃したが、イギリス艦隊は砦の大砲の射程外に一旦引いて、その後も艦砲射撃を続け、全体では25時間継続された。1,500発から1,800発の砲弾が砦へ向けて発射されたが、砦にはあまり被害が無かった。
夜になって、コクレインは小さなボートで砦の直ぐ西に上陸を命じた。そこは砦の防御力が集中する港口から離れていた。コクレインの考えでは上陸部隊が砦の横を擦り抜けて、ボルティモア市の東にいるイギリス軍主力部隊に面しているスミスのアメリカ軍の注意を引きつければよいと思っていた。暗闇の中で、天候も悪く、陽動作戦は失敗した。9月14日の朝、土地の旗制作業者メアリー・ピッカースギルが一年前に縫った30フィート (9 m)ｘ42フィート (12 m)の特大サイズのアメリカ合衆国の国旗がマクヘンリー砦の上に翻っていた。コクレインとブルックは勝てる見込みがないと思い知った。

## その後
ブルック大佐の軍隊は撤退し、コクレイン提督の艦隊は編成替えを行った後に、次の攻撃目標であるニューオーリンズに向かった。両軍の損失は痛み分けであったが、イギリス軍が戦術的には勝利し、そのイギリス軍を撤退させたことでアメリカ軍の戦略的勝利というのが後世の評価である。
イギリス軍は北部でも9月11日のプラッツバーグの戦いで敗れて撤退し、大西洋岸での作戦行動を諦めた。戦争の行方は停戦交渉を進める方向に動いた。
マクヘンリー砦のアーミステッド少佐は直ぐに中佐に昇進したが、戦闘のための骨の折れる準備で弱ったのか、戦闘から3年後の38歳で亡くなった。
戦闘を記念して砦は「アメリカ合衆国のナショナル・モニュメントと歴史的聖地」に指定された。

## 星の煌く旗
アメリカ人弁護士で詩人としては素人だったフランシス・スコット・キーは、イギリス軍に捕虜として囚われていたウィリアム・ビーンズ博士の解放のためにイギリス軍を訪れていた。キーは負傷したイギリス軍士官が書いたビーンズ博士から受けた手当てを賞賛する手紙をイギリス軍に見せた。イギリス軍はビーンズ博士の釈放を認めたが、丁度マクヘンリー砦が攻撃されている日だったので、それが終わるまでイギリス軍に留まることにした。キーはポタプスコ川に浮かぶ戦闘には参加していない船から成り行きを見守っていた。14日の朝、キーはマクヘンリー砦に翻るアメリカ国旗を見た。これに着想を得たキーは持っていた紙の裏に詩を書き留め始めた。キーは古いイギリスの酒飲み歌「天国のアナクレオンへ」に言葉の並びを合わせていった。キーがボルティモアに戻ると、ボルティモアのアメリカ人がその詩を小冊子に印刷した。キーの詩は当初「マクヘンリー砦の守り」と題されていた。この歌が「星の煌く旗」として知られるようになり、アメリカ合衆国議会は1931年にアメリカの国歌に制定した。